# Hycleus duodecimguttata
Hycleus duodecimguttata là một loài bọ cánh cứng trong họ Meloidae. Loài này được Germar miêu tả khoa học năm 1824.